# Blue (A Perfect Circle)
Blue è un singolo del gruppo musicale statunitense A Perfect Circle, pubblicato il 26 luglio 2004 come terzo estratto dal secondo album in studio Thirteenth Step.

## Descrizione
Il brano venne composto nell'autunno 2001 dal chitarrista Billy Howerdel con il titolo Red, ispirandosi agli attentati dell'11 settembre dello stesso anno. Il titolo fu poi cambiato in Blue durante le sessioni di registrazione di Thirteenth Step su decisione del cantante Maynard James Keenan.
Il testo, in linea con il resto dell'album, tratta della tematica della dipendenza e in particolare delle conseguenze di un'overdose.

## Video musicale
Per il video musicale il gruppo ha indetto un concorso invitando i fan a creare un videoclip il più «creativo, notevole e fantasioso» possibile. Il video vincitore è stato quello diretto da Joseph Perez, incluso insieme agli altri tre migliori canditati nel DVD dell'album Amotion.

## Tracce
Testi e musiche di Billy Howerdel e Maynard James Keenan.
CD promozionale (Stati Uniti)
1. Blue (Album Version) – 4:14
2. Blue (Remix+) – 3:55

Download digitale
1. Blue (Remix) – 3:55

## Formazione
Hanno partecipato alle registrazioni, secondo le note di copertina di Thirteenth Step:
Gruppo
- Maynard James Keenan – voce
- Billy Howerdel – chitarra, voce, basso[9]
- Josh Freese – batteria

Produzione
- Billy Howerdel – produzione, ingegneria del suono
- Maynard James Keenan – produzione esecutiva
- Steve Duda – montaggio digitale
- Andy Wallace – missaggio

## Classifiche
| Classifica (2004)             | Posizione massima |
| ----------------------------- | ----------------- |
| Stati Uniti (alternative)     | 21                |
| Stati Uniti (mainstream rock) | 19                |